# SS Cars
SS Cars fue un fabricante británico de automóviles deportivos, operativo con este nombre desde 1934 hasta el principio de la Segunda Guerra Mundial, en 1940. A partir de marzo de 1935, comenzó a producir un pequeño número de automóviles de dos plazas descubiertos. Sus modelos llevaron el nuevo nombre, SS Jaguar, desde septiembre de 1935.
Para entonces, el negocio, fundado en 1922, estaba dirigido por su principal propietario, William Lyons, que había sido socio del otro cofundador de la empresa William Walmsley, quien vendió su participación en enero de 1935.
La compañía propietaria del negocio, SS Cars Limited, compró las acciones de Swallow Coachbuilding Limited a partir del 31 de julio de 1934. La empresa Swallow se liquidó antes de que SS emitiera acciones al público en enero de 1935. Este fue el momento en que Walmsley terminó de vender su paquete de acciones en la compañía.
S. S. Cars Limited cambió su nombre a Jaguar Cars Limited el 23 de marzo de 1945.

## S. S. Cars

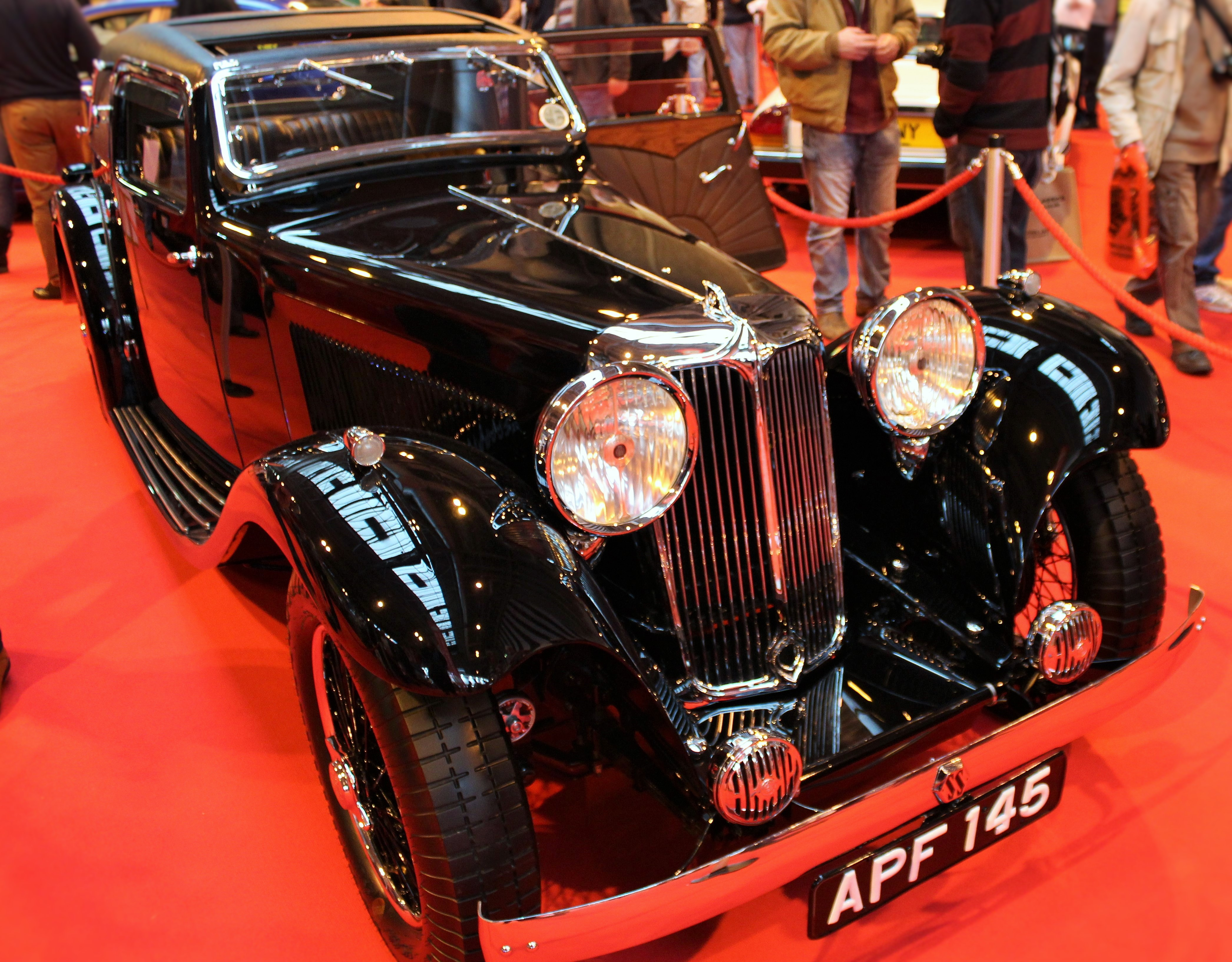
SS 1 de 1933. Conserva los estribos de serie y los guardabarros convencionales

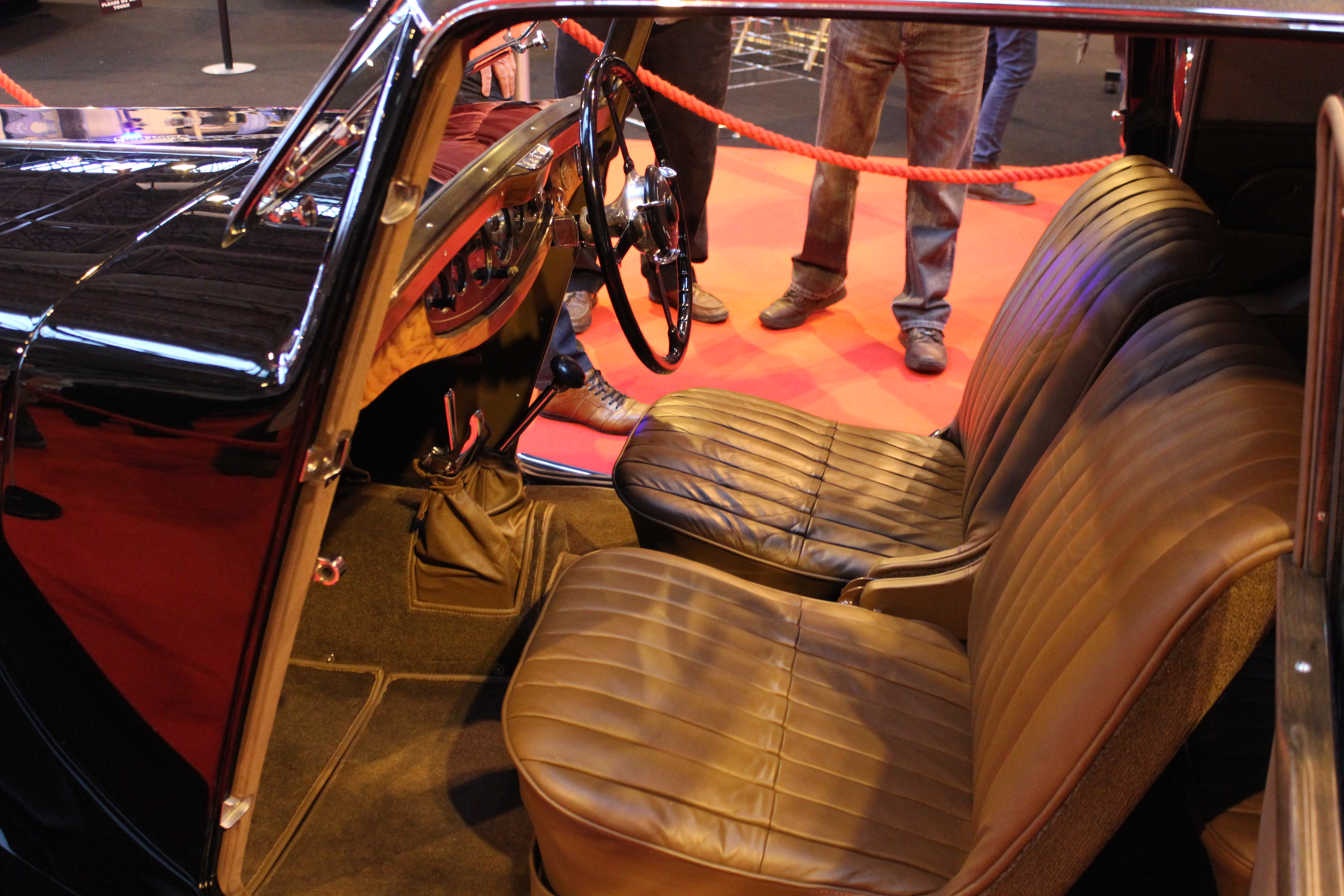
Interior

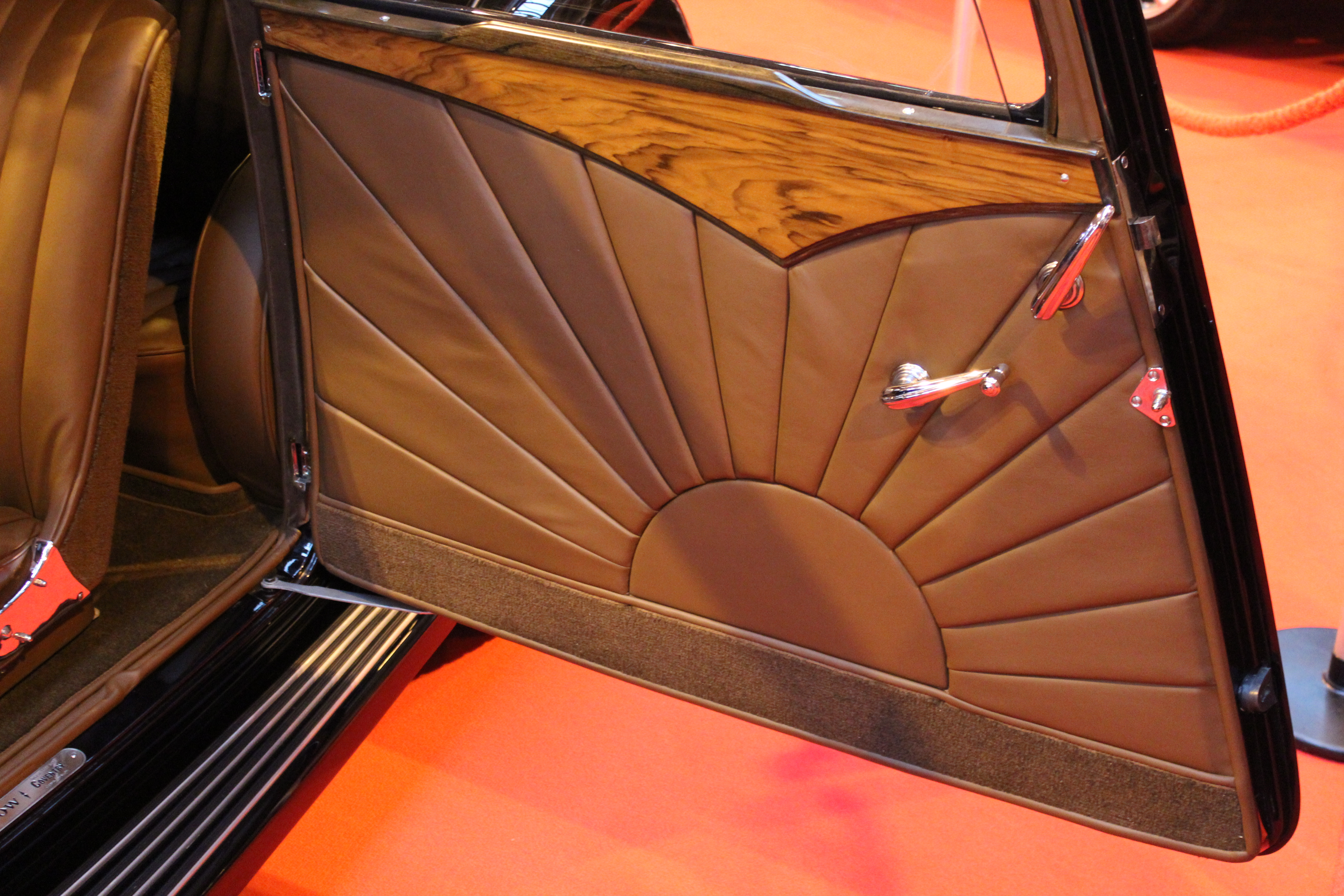
Interior de una puerta

Hay dudas sobre el origen del nombre SS. Cuando se le preguntó al respecto a Sir John Black de Standard-Triumph, dijo que significaba Standard Swallow. Cuando se le preguntó lo mismo a William Lyons, no se pronunció, pero en ese momento se encontraba en compañía de distintos proveedores de chasis para su fábrica de carrocerías. El nombre pudo coincidir con que después se trabajara exclusivamente con los chasis de la firma Standard.[cita requerida]
La Swallow Sidecar Company, nombre comercial de la compañía Walmsley & Lyons, cofundada por William Lyons y William Walmsley, se convirtió progresivamente en un carrocero automovilístico a partir de sus inicios en 1922, cuando se dedicaba a fabricar elegantes sidecares para todo tipo de motocicletas. En mayo de 1927, Swallow anunció que fabricaría carrocerías de dos plazas sobre los chasis y trenes de rodadura de Austin y Morris, suministrados a través de cualquier distribuidor autorizado. Su primer anuncio a página completa apareció en la revista Autocar en octubre de 1927, haciendo referencia a su presencia en el Olympia Motor Show. Al año siguiente, la factoría de Swallow se mudó al corazón de la industria automovilística británica. En el invierno de 1928-1929, se trasladó poco a poco de la Cocker Street de Blackpool a una fábrica de municiones en desuso comunicada por una pista llena de baches, la futura Swallow Road, saliendo de Holbrook Lane, Foleshill, Coventry. Regresar a Blackpool para las celebraciones del Works Day Out se convertiría en una costumbre.
En 1929, John Black, de Standard Motor Company, y William Lyons se unieron para hacer realidad su gran sueño de producir un automóvil deportivo único en su clase. Este "First SS" era un elegante coche descubierto de dos asientos. Su diseño fluido y racional apuntaba a un obvio intento de construir un coche rápido, posiblemente con la intención de aventurarse en las carreras. Se cree que este primer automóvil se envió a Australia a finales de los años cuarenta.[cita requerida]
Dado que el vínculo inicial con la compañía Standard de John Black se desarrolló lentamente, se continuó construyendo sobre los chasis de Austin, Standard, Fiat y, por último, del Wolseley Hornet. Para el Salón del Automóvil de octubre de 1931, Swallow lanzó finalmente un coche propio, el SS 1, del que mostró un prototipo, mientras que se seguía ofreciendo el elegante carrozado del pequeño Wolseley Hornet Special antes mencionado.
El diario The Courier and Advertiser de Dundee, publicaba en noviembre de 1931 el artículo siguiente sobre el SS 1 presentado en el Salón del Motor de Escocia:

"Este coche tiene su pequeño grupo de admiradores a su alrededor cada minuto del día, y desde el punto de vista del interés general, es el rival más serio del Rover Scarab. Está fabricado por los operarios de Swallow Coachbuilding sobre un chasis especialmente construido para ellos por Standard y con un motor de seis cilindros con válvulas laterales de 15 hp.
Pero es su carrocería la gran atracción. Sus largas líneas bajas sin estribos y el capó a solo cuatro pies sobre el suelo crean una impresión de velocidad y gracia que es bastante digna de ser comparada con la de los Lagonda y los Delage. Se recibe un agradable impacto cuando se conoce que su precio es de tan solo 310 libras.
 El radiador es bastante diferente del tipo estándar ordinario, está especialmente diseñado para ajustarse a las líneas de la carrocería y está equipado con un frente estriado cromado. Se presenta con un emblema futurista y el tapón de la gasolina está oculto bajo el capó.
 Las ruedas de radios de alambre Rudge-Whitworth son de tipo de competición, la distancia entre ejes es de 9 pies 4 pulgadas y la vía es de 4 pies 1 pulgada.
 Posee un techo deslizante de nuevo diseño con una capota de cuero granulado y un gran maletero en la parte trasera. Los guardabarros de tipo motocicleta están marcadamenre abovedados y las bandas laterales son muy profundas, por lo que se evita la necesidad de disponer estribos.
 El interior del auto está bellamente terminado, los detalles del habitáculo son de madera de sicómoro muy pulida y muy lustrosa que se asemeja a la parte posterior de un violín. La tapicería es de cuero.
 El modelo particular que se muestra está acabado en verde manzana y negro, y es una belleza en todos los sentidos del término".

### SS 1 y SS 2

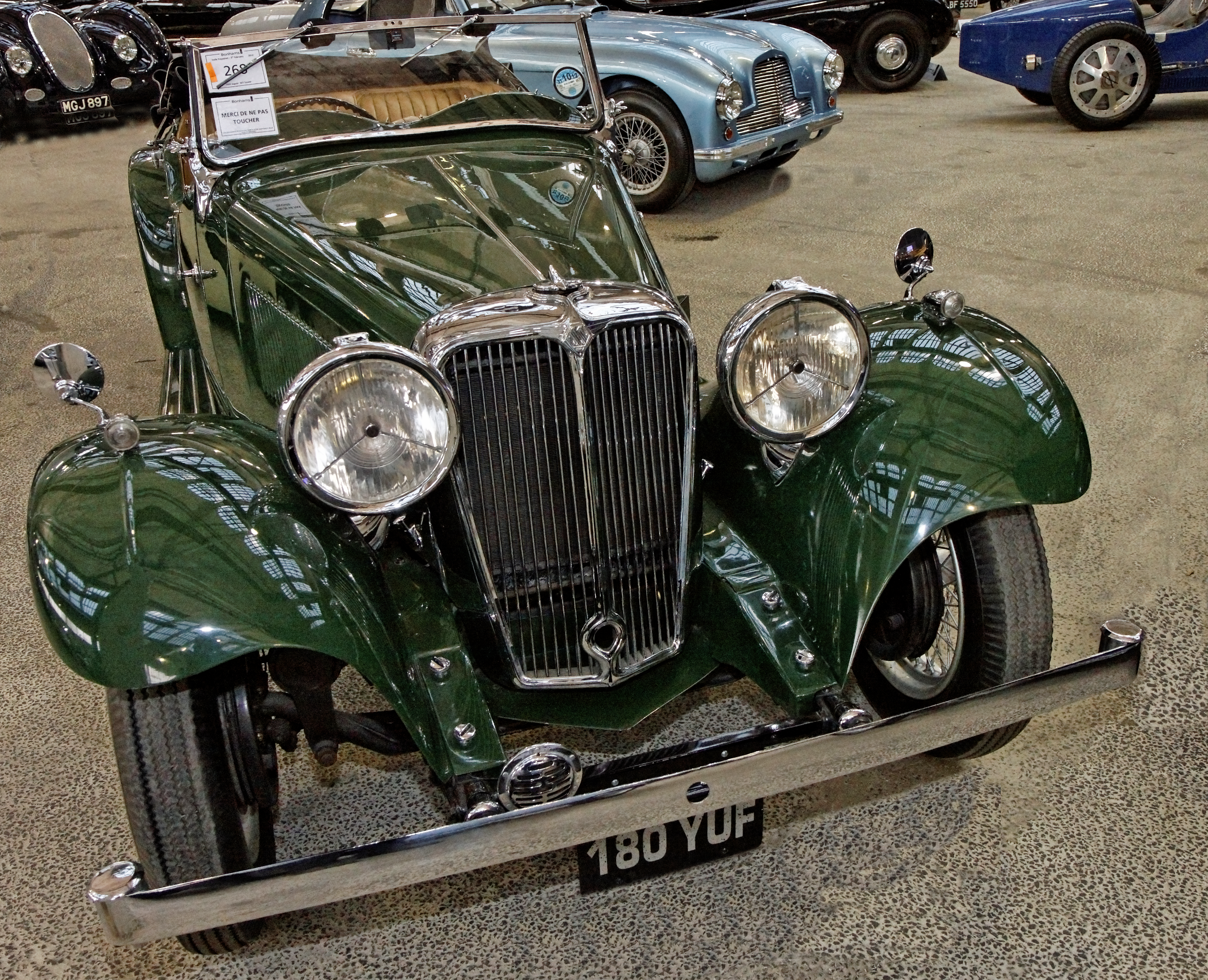
SS 1 tourer 1935

Bajo la dirección del presidente, William Lyons, la compañía sobrevivió a los años de depresión de la década de 1930 produciendo una serie de automóviles de bello estilo que ofrecían una excepcional relación calidad-precio, aunque algunos entusiastas los criticaron en ese momento por ser "more show than go" (más apariencia que eficiencia). Los motores y el chasis suministrados por la Standard Motor Company eran equipados con carrocerías Swallow diseñadas bajo la supervisión de Lyons.
El primero de la gama de autos SS disponibles para el público fue el SS 1 de 1932, dotado con un motor de seis cilindros de válvulas laterales y 2 o 2½ litros de cilindrada; y el SS 2, con un motor también de válvulas laterales de 1 litro y cuatro cilindros. Inicialmente disponible como cupé o tourer, se añadió una berlina en 1934, cuando el chasis se modificó para que fuera 2 pulgadas (50 mm) más ancho.

### SS 90

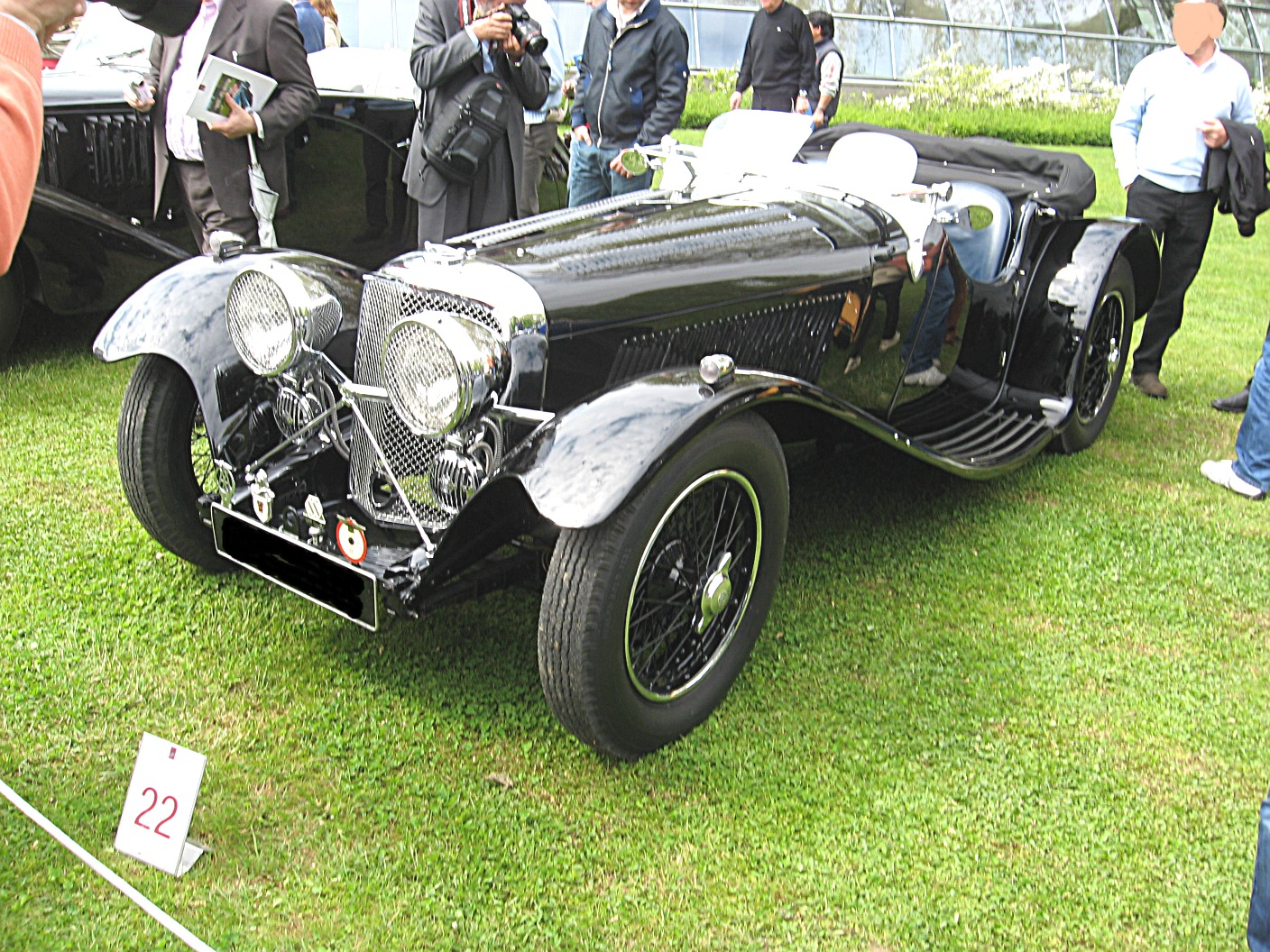
SS 90
Concorso d’Eleganza Villa d’Este 2008

El primero de los deportivos biplaza abiertos llegó en marzo de 1935, con el SS 90, llamado así debido a su velocidad máxima de 90 mph (145 kilómetros por hora). Este automóvil utilizaba el motor de seis cilindros con válvulas laterales de 2½ litros  del SS1 sobre un chasis corto, cuya distancia entre ejes se redujo a la de un SS 2. Solo se fabricaron 23 unidades.
Se puso a trabajar a Harry Weslake en el desarrollo del motor, coincidiendo con la llegada de Bill Heynes, que había sido ingeniero jefe de Hillman y anteriormente de Humber. La nueva culata de Weslake fue fabricada para SS por Standard.
La culata de Weslake y los carburadores RAG gemelos se incorporaron a los modelos SS 1 y SS 2 en su último año de producción.

## Nombre famoso

### Berlinas deportivas de cuatro puertas y cupés convertibles
Para contrarrestar las críticas de "más apariencia que eficiencia" vertidas sobre su SS90, Lyons había contratado a William Heynes como ingeniero jefe y Harry Weslake para poner a punto el motor. Se le pidió a Weslake que rediseñara el propulsor de válvulas laterales de 2½ litros de 70 hp para lograr 90 hp. Su respuesta fue un diseño de válvulas en cabeza que rendía 102 hp ; y con este motor se lanzaron los nuevos modelos SS Jaguar en 1936.
La berlina de 2½ litros del Jaguar SS, con su motor Standard de flujo cruzado de 6 cilindros y 102 hp diseñado por Weslake, causó sensación cuando se lanzó en un almuerzo comercial para concesionarios y prensa en el London Mayfair Hotel el 21 de septiembre de 1935. El coche de exhibición era en realidad un prototipo. A los invitados al almuerzo se les pidió que anotaran el precio por el que pensaban que el automóvil se vendería en el Reino Unido, y el promedio de sus respuestas fue de 765 libras. Incluso en ese período deflacionario, el precio real de tan solo 395 libras supuso una agradable sorpresa para muchos clientes. También estaba disponible una versión similar pero más económica, que utilizaba un motor de válvulas laterales de cuatro cilindros y litro y medio de cilindrada.
La revista The Motor, en su número del 24 de septiembre de 1935, mostraba un anuncio en el que se hacía referencia a la apariencia distinguida, al rendimiento sobresaliente y al precio atractivo del SS Jaguar. Con su nuevo motor de 2½ litros, ahora podría competir con el nuevo MG SA diseñado por Cecil Kimber, fuertemente influido por Morris a pesar de lucir la marca MG.
William Lyons, presidente de la compañía, se dirigía el 11 de octubre de 1935 a sus accionistas con estas palabras:

"Este nuevo automóvil, que se llama Jaguar y que ha recibido una recepción muy entusiasta de todo el comercio y el público, se ha producido para alcanzar un ideal. Cumplió con todas nuestras previsiones más optimistas, ya que estaba destinado a ser un automóvil de una calidad y rendimiento extremadamente altos, hasta ahora asociados con el tipo de automóvil más exclusivo, a un precio moderado".'

Se hizo evidente que todo el mundo, quizás excepto Lyons, advirtió la semejanza de la nueva rejilla del Jaguar con la de un Bentley.

## Acero
En 1938 las berlinas y convertibles pasaron de tener carrocerías de estructura de madera a tenerlas con estructura de acero, y se agregó un motor de 3½ litros a la gama. Los modelos de 2½ litros y de 3½ litros compartían el mismo diseño de chasis y carrocería, aunque era necesario usar un radiador más ancho para los coches de 3½ litros. El nuevo modelo de la antigua versión con motor de 1½ litros, en 1938 pasó a usar la misma carrocería que los de seis cilindros, pero en un chasis más corto, y disponía de un motor más grande de 1776 cc con válvulas en cabeza.

### SS 100

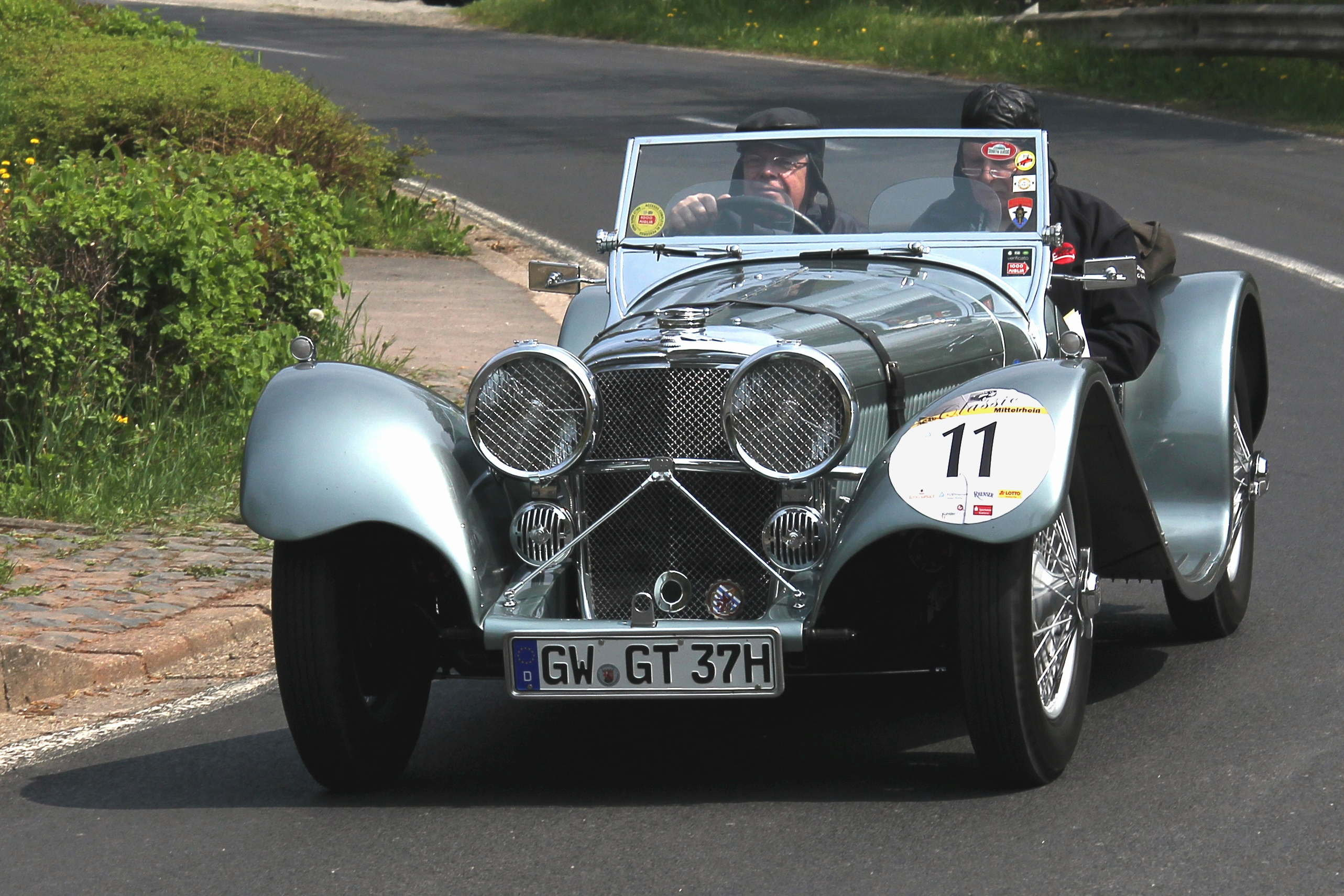
SS Jaguar 100 (1938)

El nuevo coche deportivo biplaza abierto llevaba el nombre: SS Jaguar 100. Solo se fabricaron 198 unidades del modelo de 2½ litros y 116 del de 3½ litros. Con una velocidad máxima de 100 mph (161 kilómetros por hora) y 11 segundos para pasar de 0 a 100 km/h, los coches sobrevivientes son muy buscados, y rara vez salen al mercado.
Ha habido réplicas disponibles desde la década de 1980, como las comercializadas por Finch Motor Company y Suffolk Sportscars, que son reconocidas por los clubes Jaguar.

## Modelos
Gamas SS 1 y SS2:

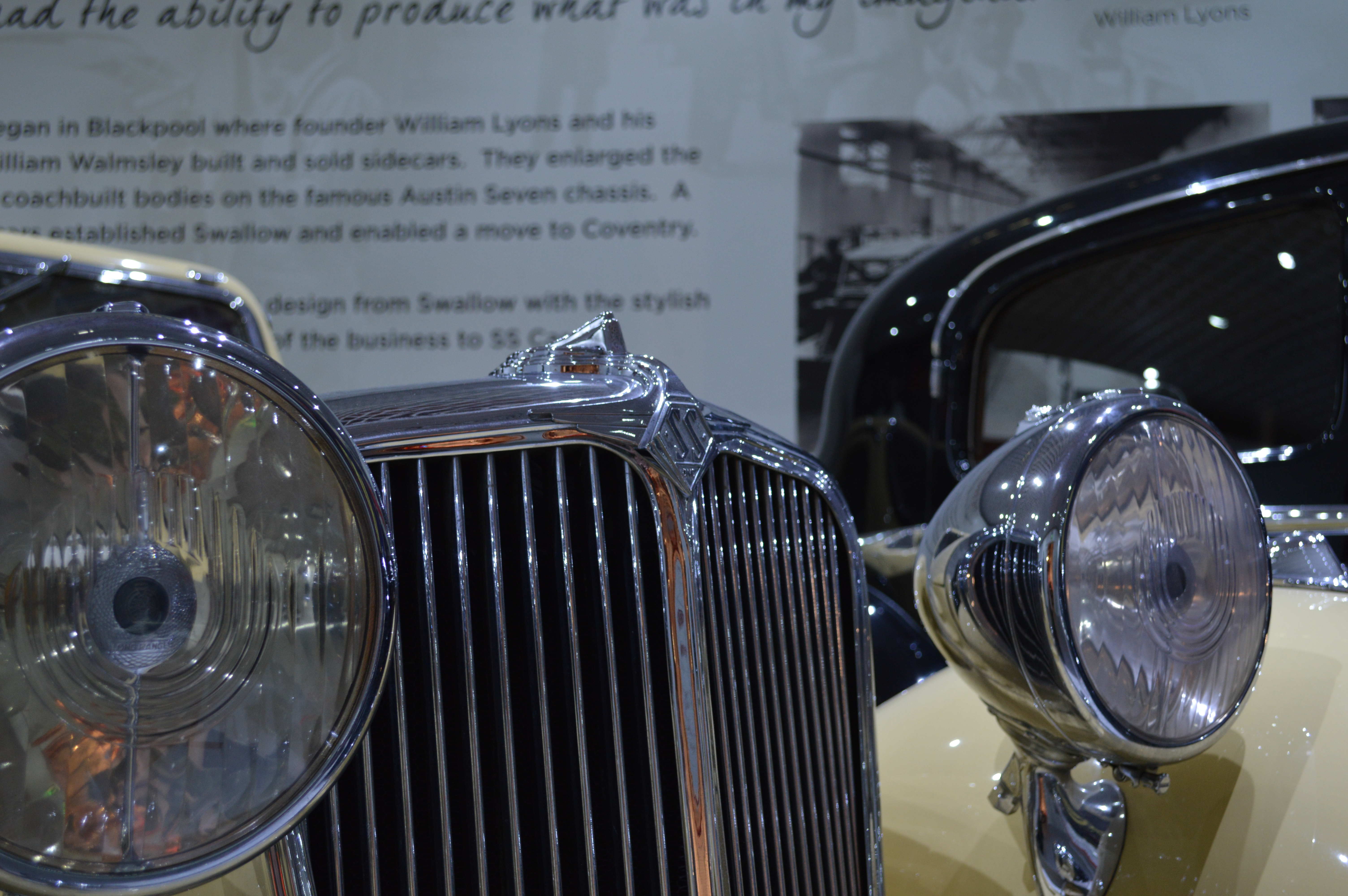
Exposición en el Museo del Transporte de Coventry

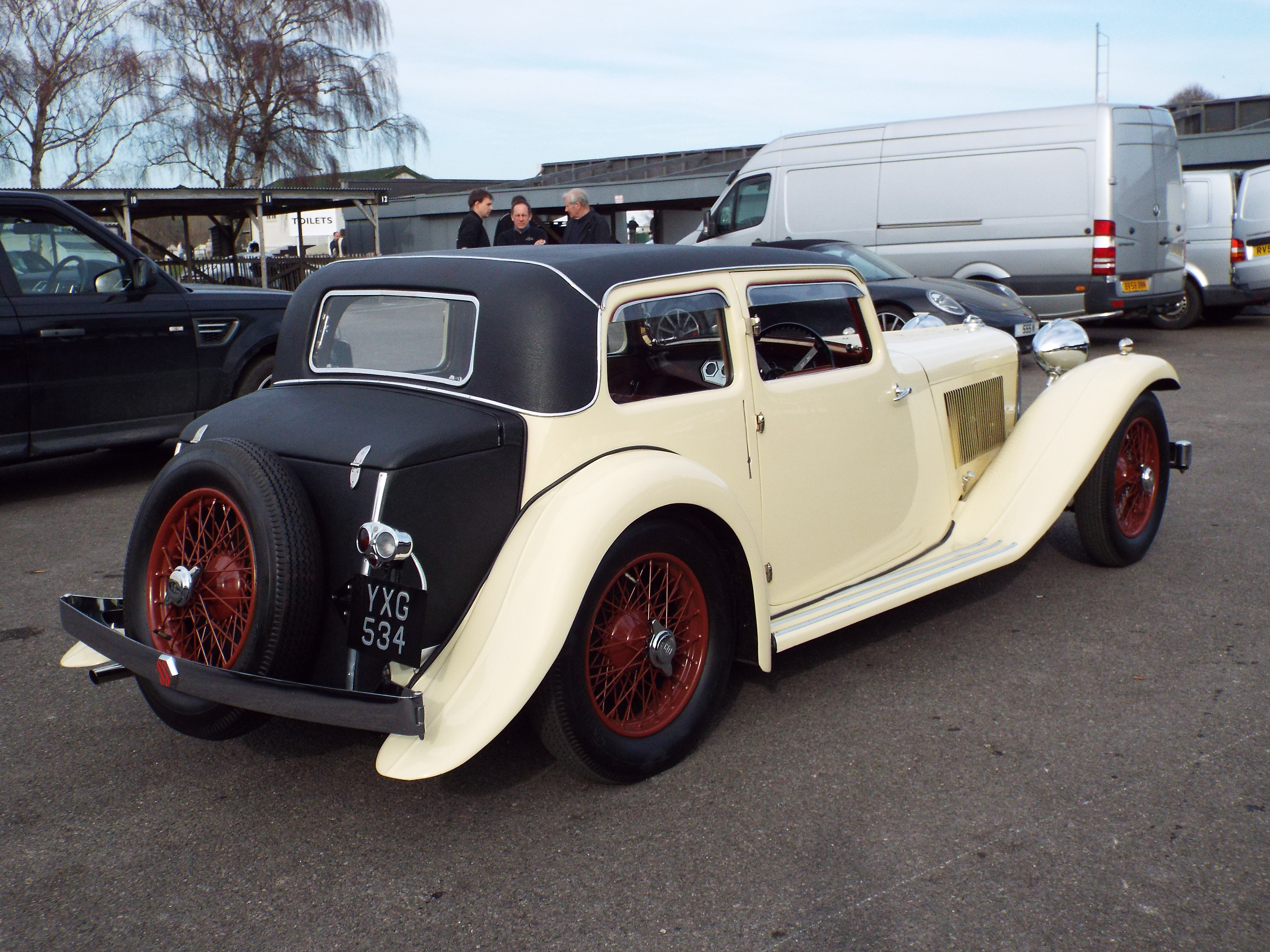
SS 1 Sixteen cupé de techo rígido (1934)

- 1932–36 SS 1 6 cilindros; Sixteen 2054 cc o Twenty 2552 cc

Nuevas carrocerías introducidas:
1932 fixed head coupé
1933 4-seater tourer
1933 4-seater saloon
1935 Airline saloon
1935 4-seater drophead coupé
- 1932–36 SS 2 4 cilindros; 1006 cc; después, desde 1934, con 1343 cc o con 1608 cc

Nuevas carrocerías introducidas:
1932 fixed head coupé
1933 4-seater tourer
1933 4-seater saloon
(Desde octubre de 1935, SS Jaguar)
Coches abiertos:
- 1935–37 SS Jaguar 90 6 cilindros; Veinte 2663 cc

Nuevas carrocerías introducidas:
1935 open two-seater
1936 4-seater tourer (SS Jaguar open tourer)
- 1938–40 SS Jaguar 100 6 cilindros; 2663 cc o 3485 cc

Nuevas carrocerías introducidas:
1938 open two-seater
Berlinas deportivas de cuatro puertas y convertibles de dos puertas:

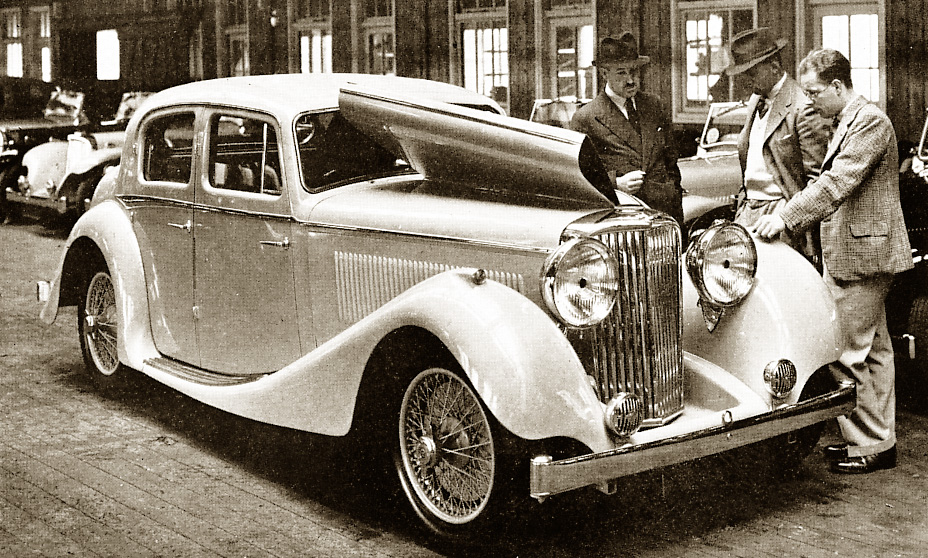
Entrega de un 2½-litros

- 1935–40 SS Jaguar 1½-litre 4-cilindros
- 1935–40 SS Jaguar 2½-litre 6-cilindros
- 1938–40 SS Jaguar 3½-litre 6-cilindros

Solo para información — postguerra y no SS
1946–49 Jaguar 1½-litre 4-cilindros
1946–48 Jaguar 2½-litre 6-cilindros
1946–48 Jaguar 3½-litre 6-cilindros
(La producción de automóviles se detuvo en 1940)

## Jaguar Cars
El 23 de marzo de 1945, los accionistas en la junta general acordaron cambiar el nombre de la compañía a Jaguar Cars Limited. Al respecto, el presidente William Lyons  dijo:

"A diferencia de S.S., el nombre Jaguar es distintivo y no se puede conectar ni confundir con ningún nombre extranjero similar." 

Cuando se reinició la producción, las berlinas se llamaron simplemente Jaguar 1½ litros, 2½ litros o 3½ litros. El modelo que siguió a estos coches se llamó Jaguar Mark V, y por lo tanto, el primer trío de coches de la posguerra es conocido extraoficialmente como los Jaguar Mark IV.
S.S. Cars Limited, número de compañía 00333482 que está vigente, pero inactivo en 2014, se incorporó el 9 de noviembre de 1937 con el nombre de Jaguar Cars Limited. Lo más probable es que este sea el resultado de las medidas tomadas para proteger los nombres famosos utilizados en su momento por la compañía.

## Swallow Coachbuilding Co. (1935) Limited
Esta compañía, una subsidiaria de SS, se formó para la producción de sidecares Swallow y comenzó a operar el 1 de mayo de 1935. En enero de 1946, una empresa de mantenimiento de aeronaves, Helliwell Group, compró la Swallow Coachbuilding Company (1935) Limited a Jaguar Cars Limited. Los sidecares producidos en los talleres del aeropuerto de Walsall por Helliwell se construyeron de la misma manera que los originales, y usaron la misma marca registrada patentada. La compañía cerró su fábrica a finales de los años cincuenta.